# Kenneth City
Kenneth City est une ville américaine située dans le comté de Pinellas en Floride.
Selon le recensement de 2010, Kenneth City compte 4 980 habitants. La municipalité s'étend sur 0,75 milles carrés (1,94 km2).